# Pierre de Corneillan
Pierre de Corneillan est le 28e grand maître des Hospitaliers de l'ordre de Saint-Jean de Jérusalem.

## Biographie
Pierre de Corneillan est le troisième fils d'Arnaud de Corneillan et d'Anne de Tartas et originaire du comté d'Armagnac.

### Ordre de Saint-Jean de Jérusalem
Il est chevalier de la langue de Provence dans l'entourage du grand maître Dieudonné de Gozon dès 1323, compagnon du grand maître de 13 janvier 1325 à 1335, nommé grand précepteur le 7 novembre 1347, commandeur de Pexiora de 1349 à 1353 et prieur de Saint-Gilles le 15 mars 1353.

### Grand maître de l'Ordre
Pierre de Corneillan est élu par le chapitre après le décès de Dieudonné de Gozon survenu le 7 décembre 1353. Comme le pape envoie une lettre de félicitations le 27 mars 1354 et qu'il faut environ trois mois pour qu'un courrier aille d'Avignon à Rhodes, il est possible de penser que l’élection eut lieu fin décembre 1353.
Il importait de faire résolument des réformes, la survie de L'Hospital en dépendait. Il existait un parti puissant au Saint-Siège qui leur reprochait la mollesse de leur foi et, depuis la dévolution des biens de l'ordre du Temple, un mauvais emploi de leur richesse et leur peu d'enthousiasme à défendre la cause chrétienne.
Corneillan convoque un chapitre général à Rhodes le 20 juin 1354. L'habitude était prise depuis déjà un certain temps de sceller avec le sceau du grand maître, sans son autorisation, les documents comptables ainsi que d'accepter la nomination par les prieurs des commanderies vacantes. Pour revenir sur ces dangereuses habitudes, le grand maître obtient du chapitre que les mandats de paiements seront à l'avenir présentés au conseil et scellés du sceau capitulaire ; quant aux nominations dans les commanderies celles-ci soient réservées au grand maître avec l'approbation du conseil.
Mais dès le 24 août 1354, Innocent VI accréditait auprès de Corneillan Juan Fernández de Heredia, chapelain d'Amposte, et Raymond Bérenger, commandeur de Castelsarrasin, tous les deux futurs grands maîtres. Ils étaient accompagnés par Pierre de Corneillan, commandeur de Poët-Laval et neveu du grand maître, et Raymond de Pérusse, jeune chevalier qui se destinait à l'ordre. Quand Heredia débarque à Rhodes, il était chargé de faire part des griefs du pape Innocent VI qui étaient aussi ceux de Jean XXII, de Benoît XII et de Clément VI. Le pape ordonnait le transfert du couvent en terre turque et menaçait de reprendre les biens du Temple en cas de refus. Corneillan répondit qu'il lui était impossible de prendre seul une telle décision sans consulter le chapitre général en pensant que le temps modifierait la décision du pape. Innocent VI informé de cet espoir déclara que le langage d'Heredia représentait l'exacte expression de ses pensées et convoqua pour le 1er janvier 1356, à Nîmes ou à Montpellier, un chapitre général. La mort vient délivrer Corneillan de cette menace.

### Décès de Corneillan

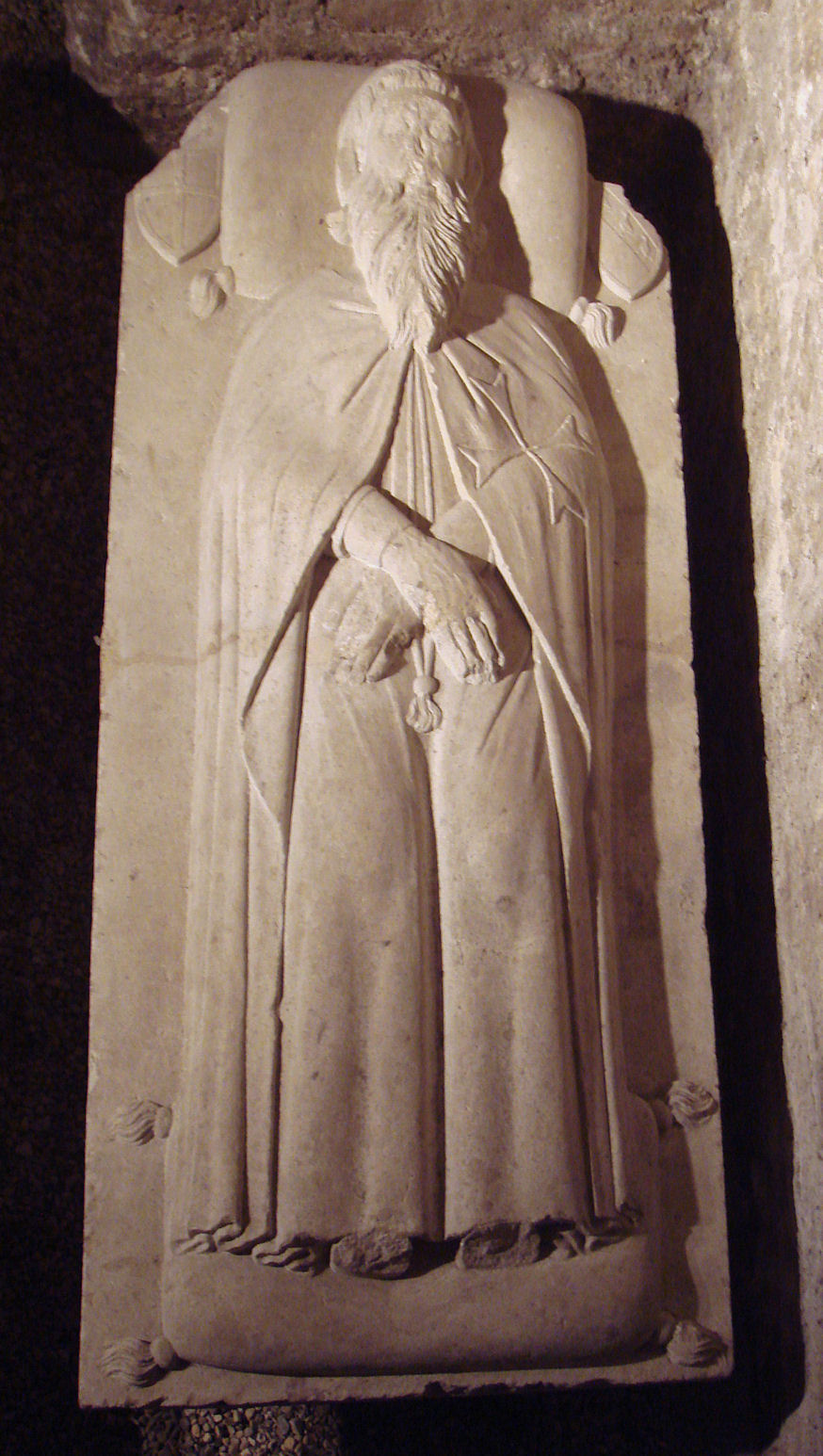
Pierre tombale de Pierre de Corneillan - Musée Cluny

La bulle du pape du 14 octobre 1355 quand elle arrive à Malte, Corneillan était déjà décédé depuis au moins deux mois puisqu'il était mort probablement le 24 août 1355. Nous connaissons un document, daté du 26 septembre 1355, de Roger des Pins comme grand maître qui désigne Geoffroy Rostang, compagnon d'Hélion de Villeneuve, et Astorg de Pagnac, commandeur du Mas-Dieu et de Villard, pour traiter des affaires de l'Ordre auprès du Saint-Siège.